# فينكس بارك
فينكس بارك (بالإنجليزية: Phoenix Park)‏ واحدة من أكبر المتنزهات الحضرية في أوروبا، على الرغم من أنه تفوقها العديد من المتنزهات الأخرى مثل كاسا دي كامبو المدريدية، والتي تبلغ 1770 هكتارًا، والحدائق الأخرى في الضواحي مثل ريتشموند بارك التابعة لريتشموند على نهر التيمز، والتي تبلغ 955 هكتارًا.
تقع على بعد ثلاثة كيلو مترات من الشمال الغربي لوسط مدينة دبلن الأيرلندية. تبلغ مساحتها 712 هكتارًا، وتشتمل على مساحة 16 كيلو متر من المناطق الخضراء والمشجرة واسعة النطاق. وتقوم الحكومة الأيرلندية بببعض الضغوطات على اليونسكو لاعتبار الحديقة واحدة من مواقع التراث العالمي.